# Aphaobius mateji
Aphaobius mateji – gatunek chrząszcza z rodziny grzybinkowatych i podrodziny zyzkowatych.

## Taksonomia
Gatunek ten opisany został po raz pierwszy w 2023 roku przez Piera M. Giachino na łamach „Bollettino della Società Entomologica Italiana”. Jako miejsce typowe wskazano Jamę na Prihlodih koło wsi Zabrekve w Słowenii.

## Morfologia
Chrząszcz o ciele długości od 2,7 do 2,8 mm. Ubarwienie ma w całości brązowawoceglaste z przeciętnie długim, pokładającym się owłosieniem żółtego koloru na przedpleczu i pokrywach.
Głowa jest bezoka, o porośniętych długimi, półwzniesionymi szczecinkami czole i nadustku. Cienkie czułki sięgają do połowy pokryw i mają człony siódmy, dziewiąty i dziesiąty wyraźnie krótsze niż u podobnego A. kofleri.
Ponad półtorakrotnie szersze niż dłuższe, najszersze u podstawy przedplecze ma równomiernie na przedzie zakrzywione i prawie równoległe w tyle krawędzie boczne, proste i zaostrzone kąty tylne oraz mikrorzeźbioną i lekko ziarenkowaną powierzchnię. Owalne w zarysie, o ⅓ dłuższe niż szersze, u nasady nieco szersze od przedplecza pokrywy mają osobno zaokrąglone wierzchołki i wysklepiony dysk z poprzecznym rowkowaniem, pozbawiony rządków przyszwowych. Śródpiersie ma wysokie, pozbawione ząbka żeberko o dwufalistym brzegu przednim i wklęsłym brzegu tylnym. Dość grube odnóża wieńczą niezmodyfikowane pazurki. Stopy nie są u samców rozszerzone.
Genitalia samca mają duży edeagus o płacie środkowym grubym, z prawie równoległymi w widoku grzbietowym bokami oraz szeroko zaokrągloną, nienabrzmiałą i na szczycie niemal ściętą częścią wierzchołkową. Patrząc od góry endofallus zwiera Y-kształtny element nasadowy i duży, V-kształtny element odsiebny. Cienkie i niezakrzywione dowewnętrznie paramery osiągają długość płata środkowego.

## Ekologia i występowanie
Owad palearktyczny, endemiczny dla Słowenii, znany tylko z niewielkiej, długiej na 45 m jaskini w górze Sveti Mohor. Współwystępuje tam z chrząszczami Catops subfuscus, Colenis immunda, Laemostenus schreibersi i Rhizophagus cribratus.